# Thomas Ender
Thomas Ender (3. listopadu 1793 Vídeň – 28. září 1875 Vídeň) byl rakouský malíř krajin a akvarelista, profesor Akademie výtvarných umění ve Vídni a císařský rada.

## Život
Od roku 1806 studoval malířství na vídeňské Akademii výtvarných umění, nejprve v ateliéru historické malby Huberta Maurera. Roku 1810 přestoupil k Lorenzi Janschovi do ateliéru krajinomalby a ještě v témže roce obdržel 1. cenu Akademie výtvarných umění za krajinomalbu. Po smrti Lorenze Janschy (1812) pokračoval ve studiu krajinomalby u Josepha Mössmera. Byl dvojčetem Johanna Nepomuka Endera (1793–1854), který rovněž vystudoval malířství. Působil jako profesor vídeňské Akademie výtvarných umění, kde se věnoval se především portrétu a historické malbě.
Roku 1815 podnikl cestu do okolí Salcburku a také do hornaté části Tyrolska. Jeho malby zaujaly Klemense Wenzela von Metternicha, který ho doporučil jako dokumentaristu pro rakouskou přírodovědnou expedici do Brazílie (1817–1818), která byla uspořádána při příležitosti sňatku rakouské arcivévodkyně Marie Leopoldiny Habsbursko-Lotrinské s brazilským korunním princem Petrem I. Brazilským. V roce 1819 provázel císaře Františka Josefa I. a knížete Klemense Wenzela von Metternicha na cestě po Itálii a následně spolu se svým bratrem získal čtyřleté umělecké stipendium v Římě. V roce 1826 studoval mistrovská díla francouzského a holandského malířství v Paříži.
Roku 1832 se oženil a měl dvě děti. Později, od roku 1861 doprovázel na cestách svého syna, který jako stavební inženýr stavěl železnice v hornatých terénech, mimo jiné ve Vysokých Tatrách. Synovu smrt v roce 1870 těžce nesl.
V roce 1836 získal postavení korektora na Akademii výtvarných umění a od roku 1837 na této akademii byl profesorem krajinomalby. Kromě císaře Františka I. a hraběte Metternicha patřil k jeho mecenášům i arcivévoda Jan Habsbursko-Lotrinský, kterého roku 1837 provázel při cestě na Krym, do Řecka a Turecka. V jeho službách vytvořil i četné alpské krajiny. V roce 1845 byl jmenován císařským radou a roku 1853 obdržel Řád Františka Josefa I.
Zemřel roku 1875 byl pohřben na Ústředním hřbitově ve Vídni.

## Dílo

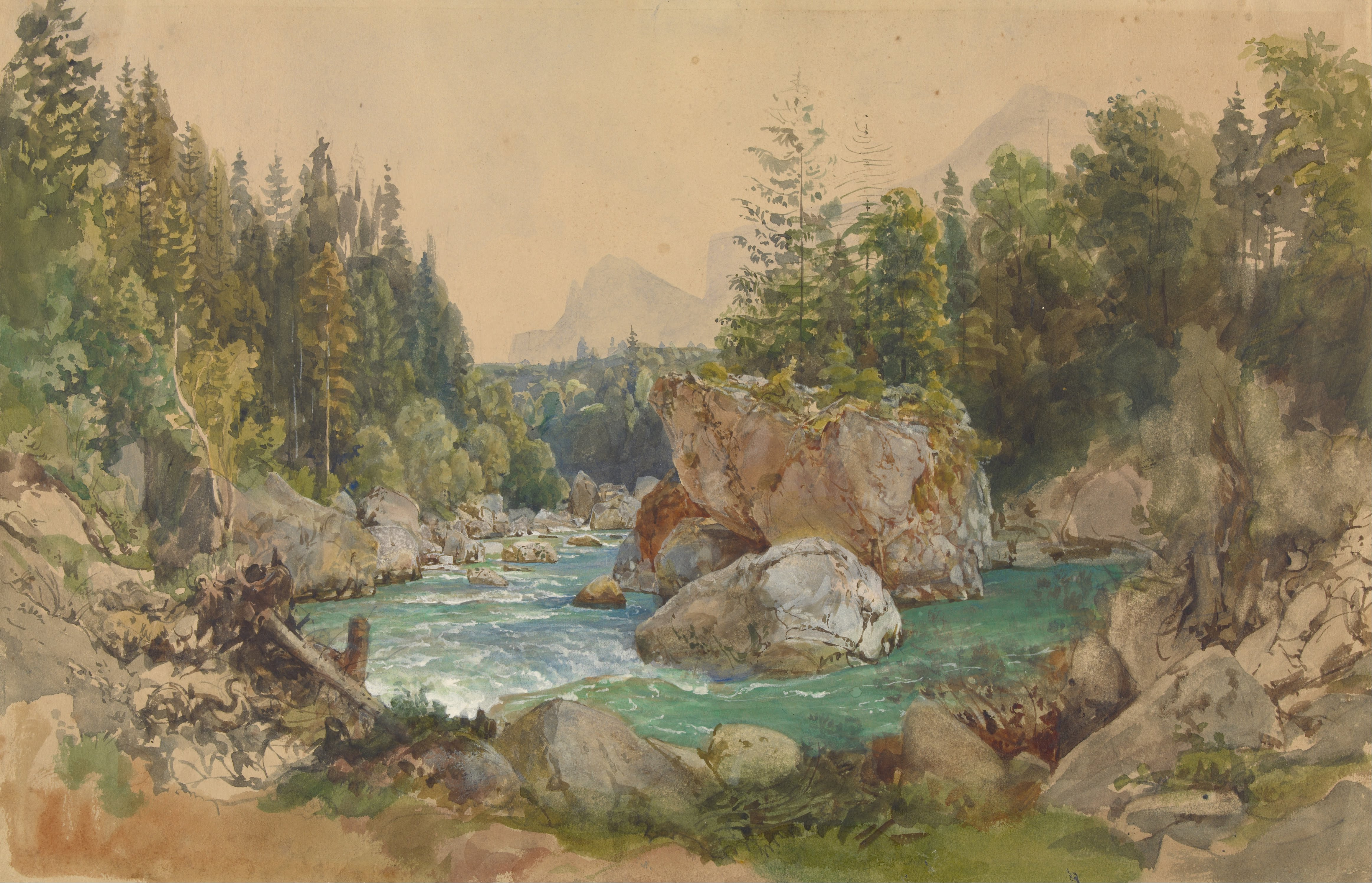
Thomas Ender, Lesnatá krajina v Alpách – Google Art Project

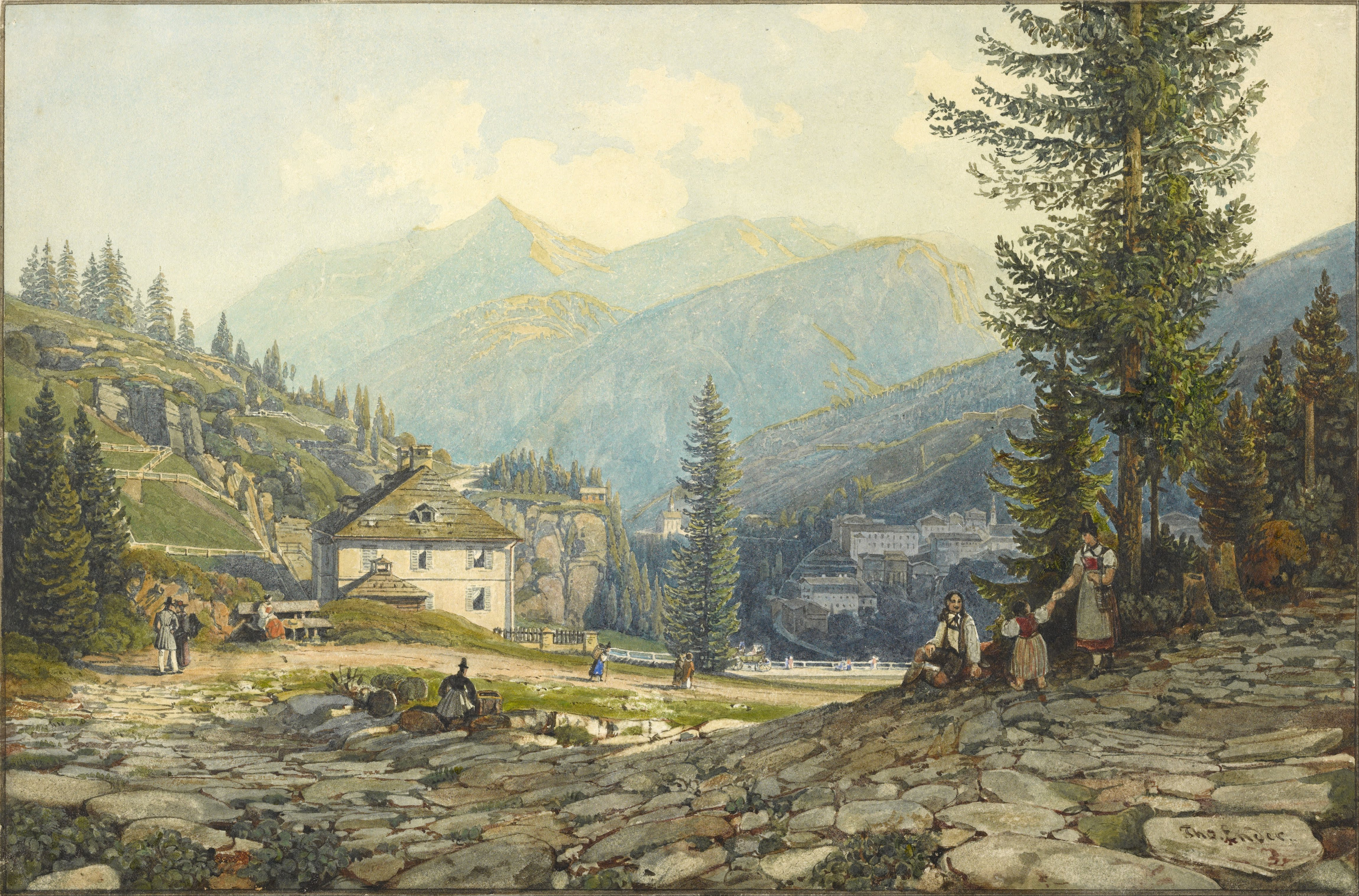
Thomas Ender, pohled na rezidenci arcivévody Johanna – Google Art Project

Během studií ho ovlivnila zejména díla Claude Lorraina a Jacoba van Ruisdaela. Jeho vlastní kresby z Tyrolska a okolí Salcburku z roku 1815 zaujaly natolik, že byl přizván jako malíř brazilské expedice. Odtud přivezl přes 800 kreseb a akvarelů, mimo jiné např. panoramatický pohled na Rio de Janeiro (1817), ale také kresby domácího náčiní a lidí nebo kresbu dokumentující kácení a vypalování pralesa.
V období biedermeieru, kdy se stala velmi populární technika akvarelu, byly alpské krajiny oblíbeným námětem malířů. V té době zachytil přírodní detaily i velkolepou realitu hor v působivé kompozici. Svou svěží barevností a lehkostí provedení se jeho akvarely řadí k vrcholům dobové malby. Jeho italské krajiny vznikly kolem roku 1856 a byly vystaveny ve Vídni. Jeho lesní zákoutí mají romantický ráz a vyznačují se dokonalým vystižením struktur a proudící vody.
Na cestách se svým synem zachytil v 60. letech 19. století četné hrady na Slovensku a krajinné motivy z Vysokých Tater. Akvarely z posledních let jeho tvorby jsou lehké a liší se od dřívějšího realistického stylu.
Podle jeho předloh byly zhotoveny četné litografické rytiny a ocelorytiny, které vyšly v knize J. Pohla, Reise im Innern von Brasilien (1832) a v obrázkových atlasech: Panorama der Österreichische Monarchie (1839–1840), Wundermappe der Donau (1841). Hlavní oblastí jeho tvorby byly akvarely, kresby a olejomalby na papíře, ale vytvořil i některé litografie a rytiny.

### Zastoupení ve sbírkách
- Národní galerie v Praze
- Oblastní galerie Liberec
- Památník národního písemnictví

### Známá díla v českých sbírkách (výběr)
- Skalnatá lesní pláň, akvarel, 30.–40. léta, Národní galerie v Praze, odkaz Josefa Hlávky
- Schmadribachfall, Krajina s vodopádem, akvarel, 30.–40. léta, Národní galerie v Praze, odkaz Josefa Hlávky
- Pohled ze St. Agnese na Vencone, akvarel, 30.–40. léta, Národní galerie v Praze, odkaz Josefa Hlávky
- Castel Ferner a grinsenský ledovec, akvarel, kol. 1840, Národní galerie v Praze, odkaz Josefa Hlávky
- Studie ze Sorenta, olej na papíře, 1856, Národní galerie v Praze, odkaz Josefa Hlávky
- Ischia, olej na papíře, 1856, Národní galerie v Praze, odkaz Josefa Hlávky
- U Sorenta, olej na papíře, 1856, Národní galerie v Praze, odkaz Josefa Hlávky
- Horský potok, olej na papíře, 60. léta, Národní galerie v Praze, odkaz Josefa Hlávky
- Potok v lese, olej na papíře, 60. léta, Národní galerie v Praze, odkaz Josefa Hlávky
- Lesní studie, olej na papíře, 60. léta, Národní galerie v Praze, odkaz Josefa Hlávky

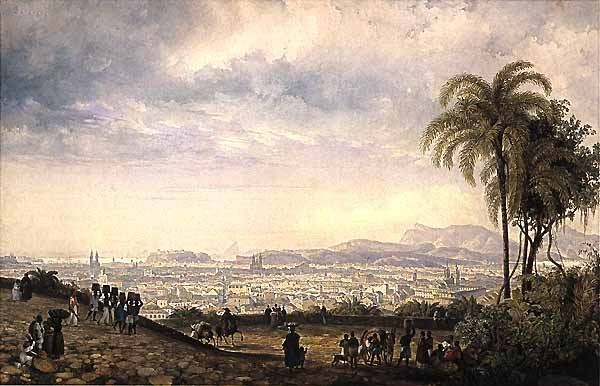
Thomas Ender, panoráma Rio de Janeiro (1817)
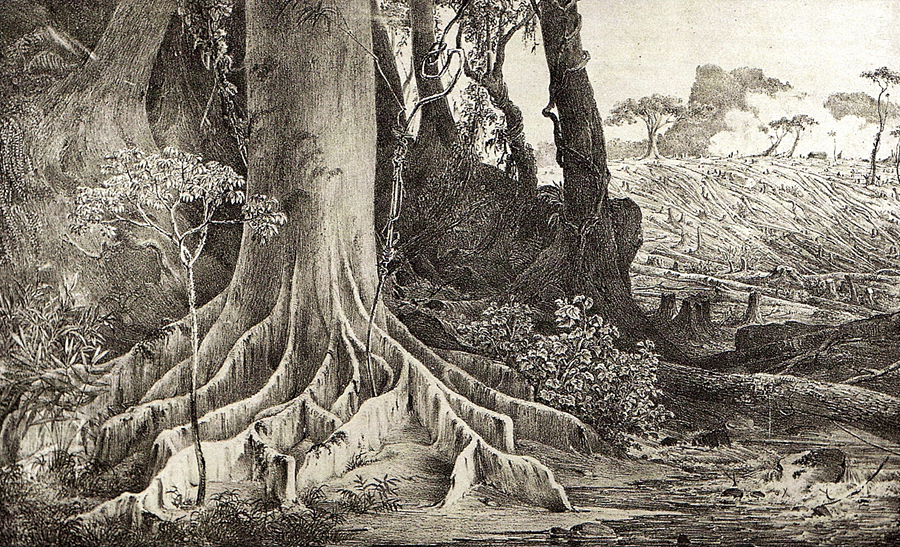
Thomas Ender, kácení pralesa
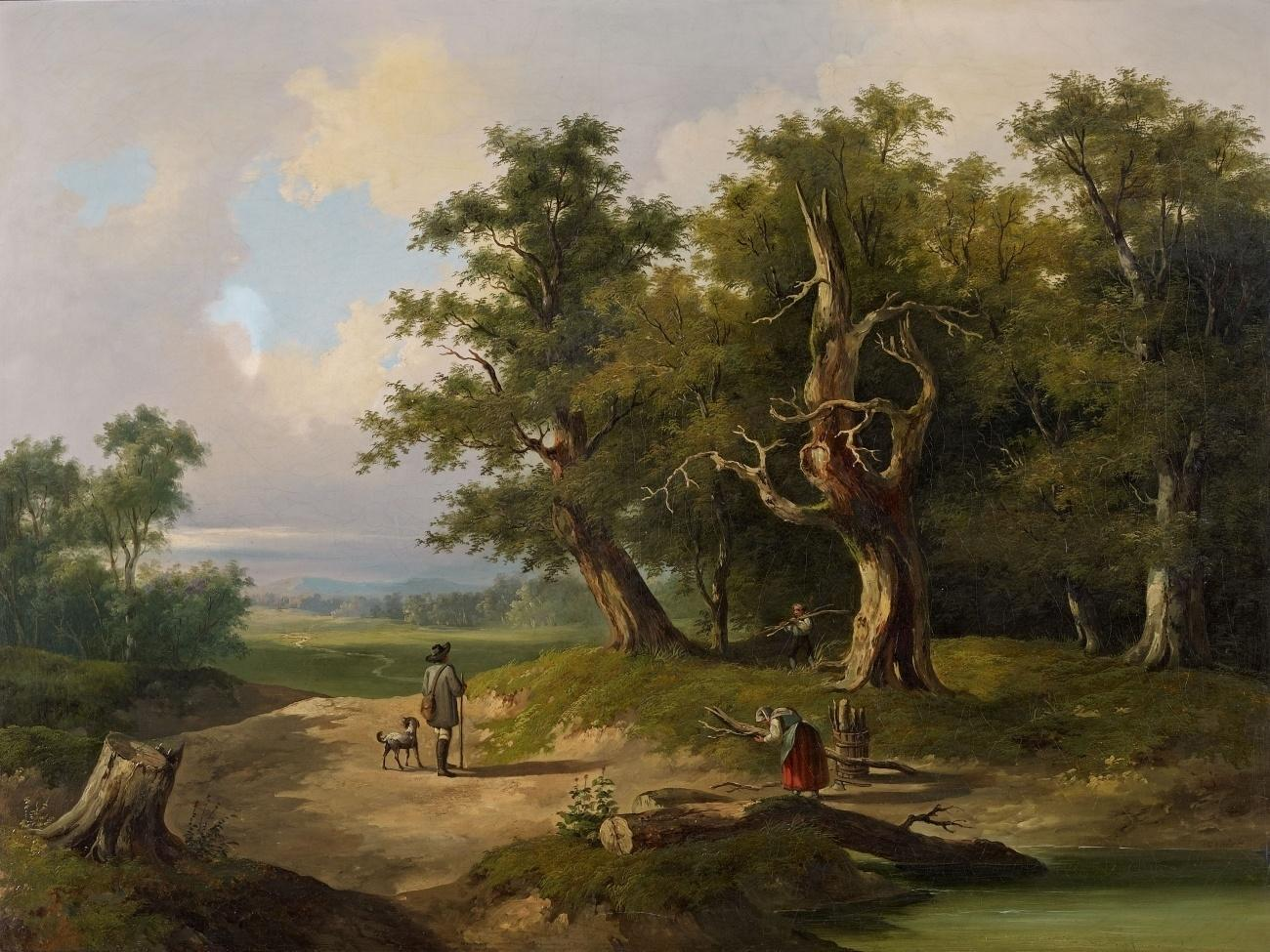
Thomas Ender, Lesní krajina se sběrači dřeva
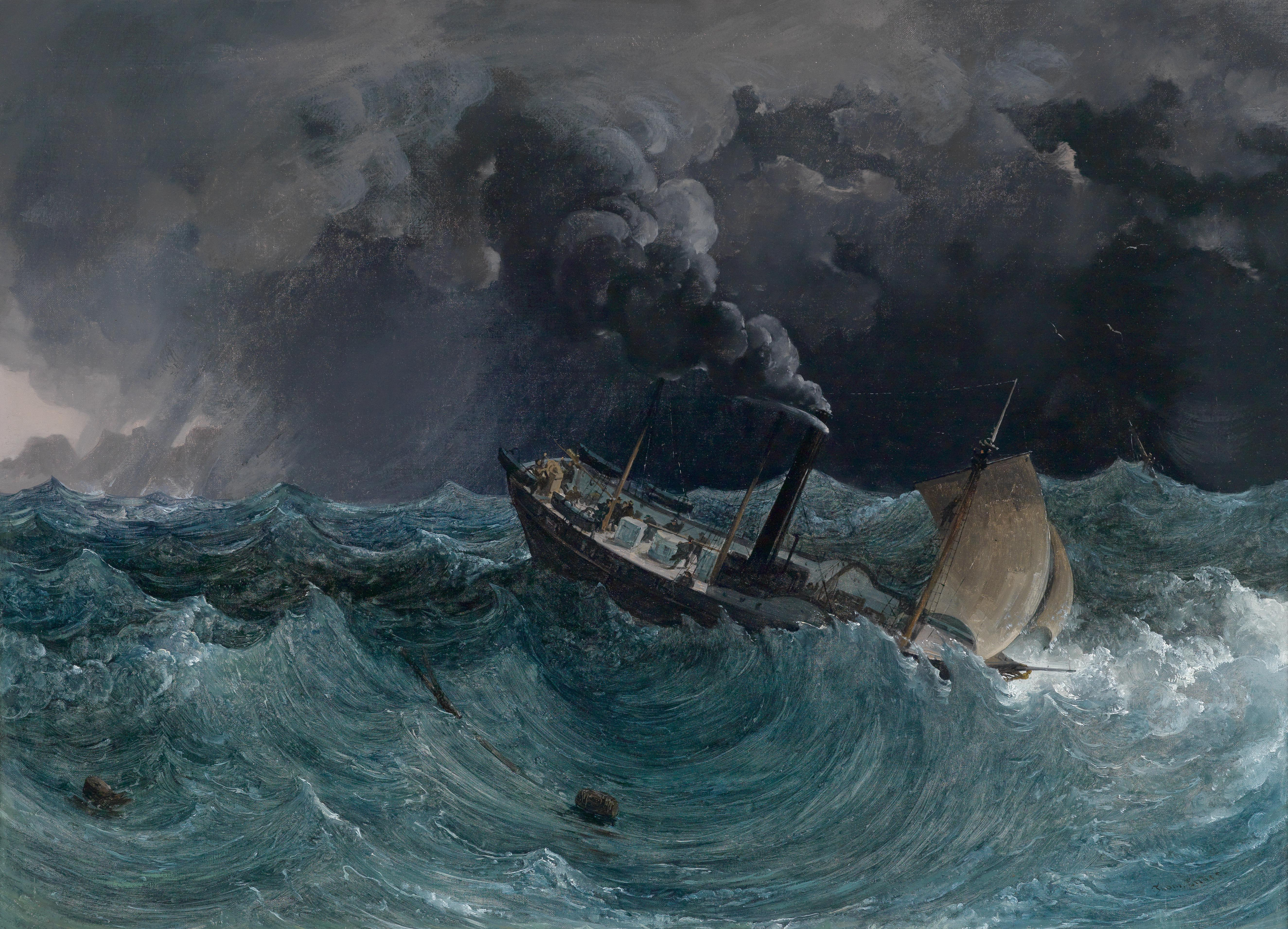
Thomas Ender, parník Marianne v bouři na Černém moři, 1837
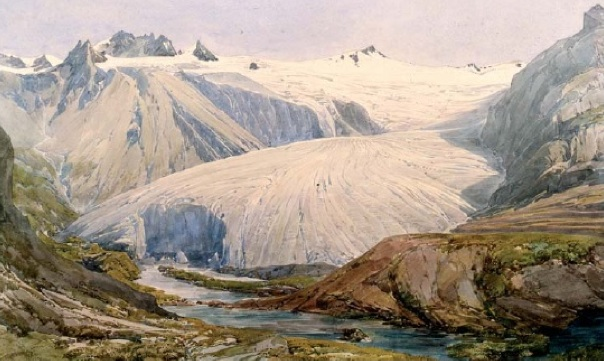
Thomas Ender, Der Keesboden am Schwarzen Stein, 1841
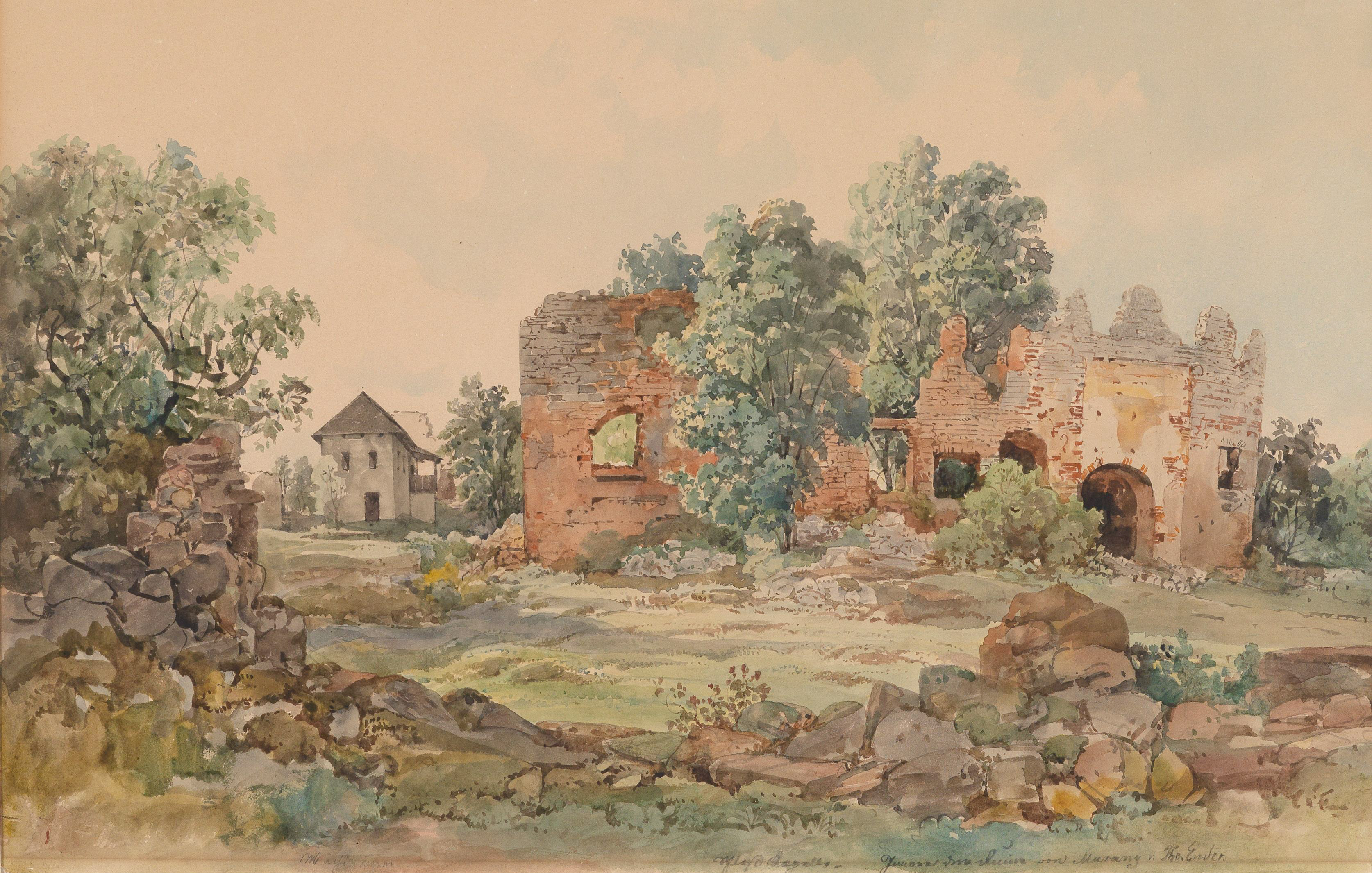
Thomas Ender, zřícenina hradu Muráň, Slovensko, 60. léta
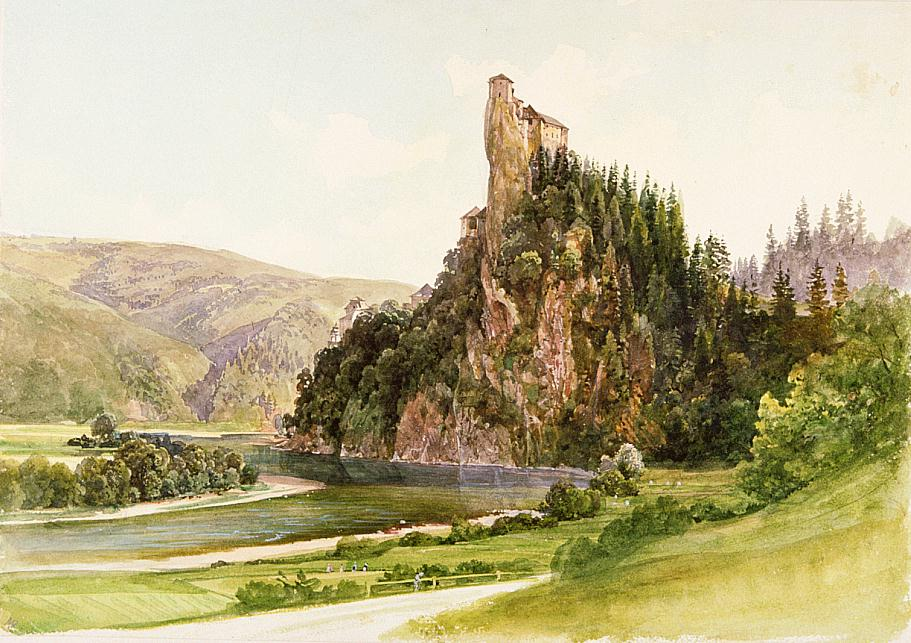
Thomas Ender, Oravský hrad, 60. léta
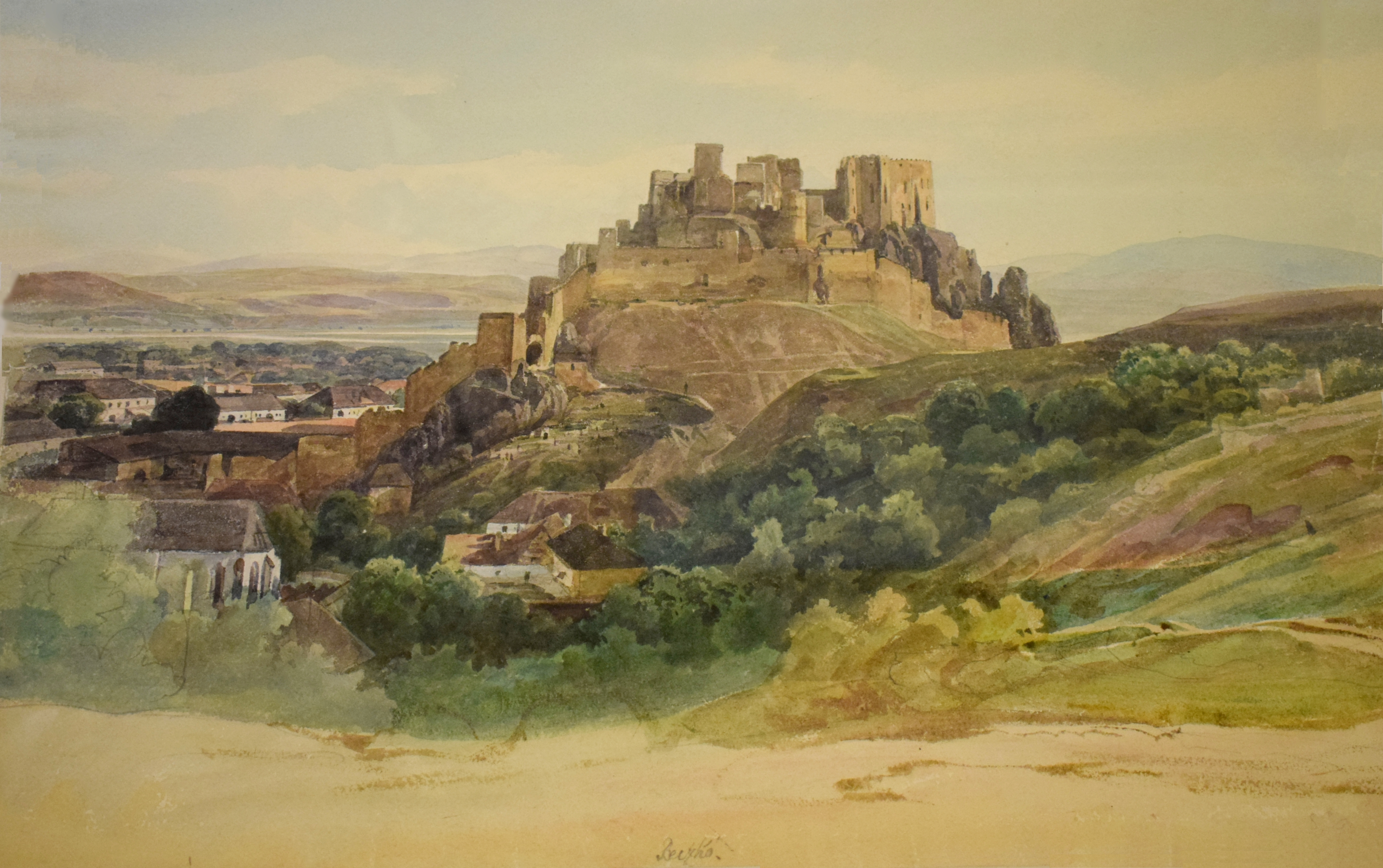
Thomas Ender, hrad Beckov, 60. léta
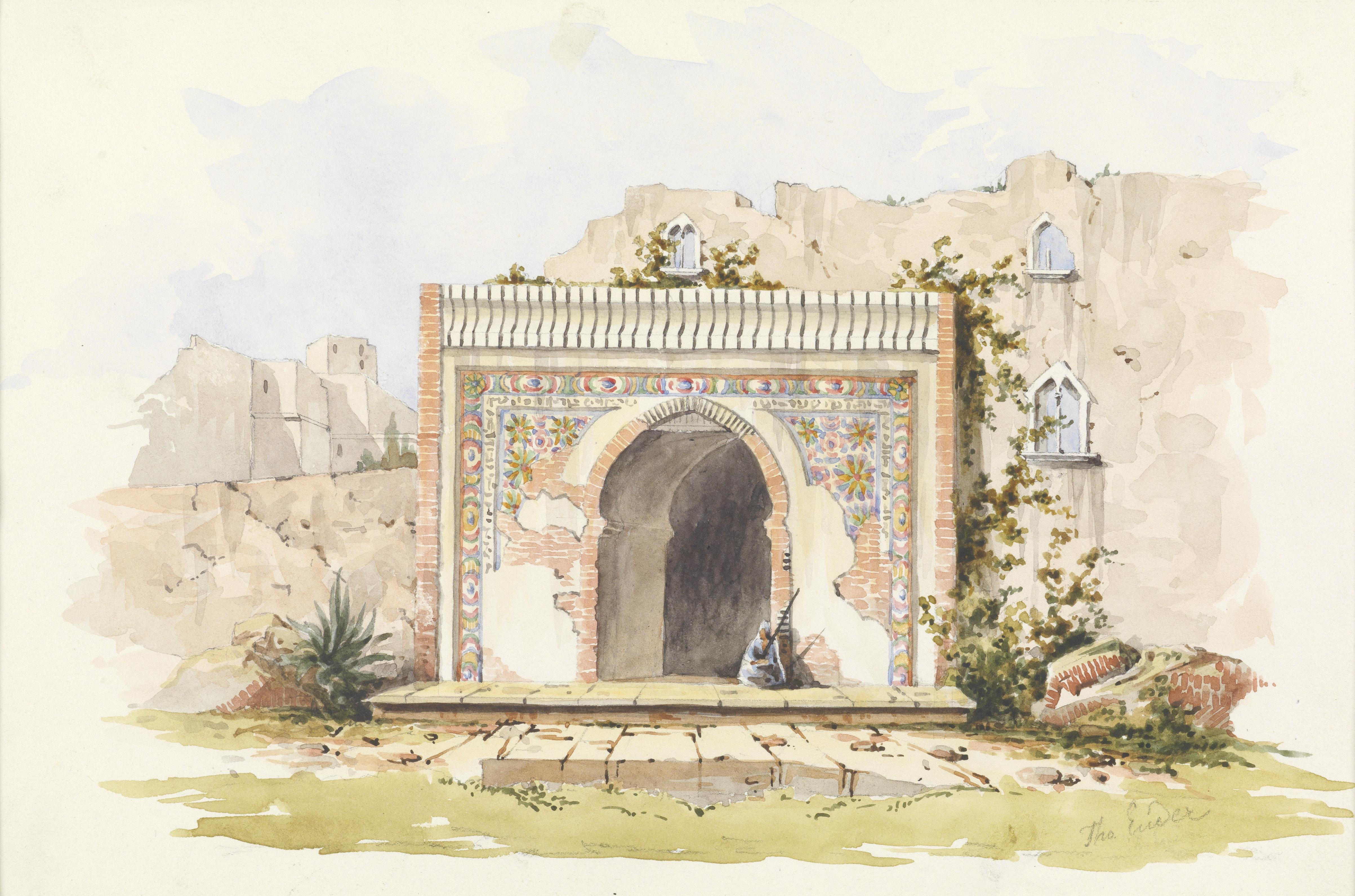
Thomas Ender, Bab el-Kasbah, Tanger